# Моара-Домняске (Прахова)
Моара-Домняске (рум. Moara Domnească) — село у повіті Прахова в Румунії. Входить до складу комуни Рифов.
Село розташоване на відстані 46 км на північ від Бухареста, 13 км на південний схід від Плоєшті, 98 км на південний схід від Брашова.

## Населення
За даними перепису населення 2002 року у селі проживали 898 осіб, з них 896 осіб (99,8%) румунів. Рідною мовою 896 осіб (99,8%) назвали румунську.